# Hélia Correia
Hélia Correia (Lisboa, febrero de 1949) es una escritora y traductora portuguesa que recibió en 2015 el Premio Camões.

## Biografía
Hélia Correia nació en Lisboa en febrero de 1949, y creció en Mafra, la tierra de la familia de su madre, donde asistió a la escuela primaria y secundaria. Terminó sus estudios secundarios en Lisboa, donde también asistió a la Facultad de Letras de la Universidad de Lisboa. Allí se graduó en Filología Románica, y más tarde completó un curso de postgrado en Teatro Clásico de la Antigüedad. Es profesora de portugués en educación secundaria y ha sido responsable de varias traducciones.
Comenzó a publicar poesía en las páginas literarias de los periódicos (Diário de Lisboa, República y A Capital), revistas (Vértice) y antologías en 1968. En 1981, hizo su debut novelístico con O Separar das Águas; en 1982 fue el turno de O Número dos Vivos. La novela Montedermo, puesta en escena por el grupo teatral O Bando, acabó dando a la autora un cierto protagonismo. Este enfoque refleja el gusto de Correia por el teatro y la Grecia clásica desde una edad muy temprana. Las novelas Casa Eterna y Soma también destacan en su producción literaria. En poesía, sobresale con A Pequena Morte/Esse Eterno Canto. En 2010, Hélia Correia publicó la novela biográfica Adoecer (Dolencia en su traducción española), en la que abordó la historia de amor entre Elisabeth Siddal y el poeta y pintor prerrafaelista Dante Gabriel Rossetti. En 2012 publicó la obra A Terceira Miséria (La Tercera Miseria), que fue galardonada con dos premios de poesía. 
En 2015 fue galardonada con el Premio Camões y en 2017 fue distinguida por la Asociación de Escritoras en Lingua Galega como Escritora Gallega Universal.

## Obra
| - Ficción - 1981 - O Separar das Águas - 1982 - O Número dos Vivos - 1983 - Montedemo - 1985 - Villa Celeste - Novela ingénua - 1987 - Soma - 1988 - A Fenda Erótica - 1991 - A Casa Eterna - 1996 - Insânia - 2001 - Lillias Fraser (Premio de Ficçión del Pen Club) - 2001 - Antartida de mil folhas - 2002 - Apodera-te de mim - 2006 - Bastardia - 2008 - Contos - 2010 - Adoecer (Traducida al español como Dolencia, publicada por La Umbría y la Solana en 2021). - 2018 - Um Bailarino na Batalha | - Poesía - 1986 - A Pequena Morte / Esse Eterno Canto - 2012 – A Terceira Miséria - Teatro - 1991 - Perdição, Exercício sobre Antígona - 1991 - Florbela - 2000 - O Rancor, Exercício sobre Helena - 2005 - O Segredo de Chantel - 2008 - A Ilha Encantada (versión para jóvenes de William Shakespeare) - Para la infancia - 1988 - A Luz de Newton |